# كبريتات الصوديوم
كبريتات الصوديوم وهو مركب كيميائي له الصيغة Na2SO4، وهو الملح الصوديومي لحمض الكبريت.
يمكن أن يتواجد بشكل لامائي ويدعى الشكل الخام منه أثناء إنتاجه بـكعكة الملح، أو متسانداً مع عشرة جزيئات ماء Na2SO4.10H2O ويدعى في هذه الحالة ملح غلاوبر.
يتم الحصول على هذا الملح تقريباً بشكل متساوي إما من مصادر طبيعية أو من مصادر صناعية من المنتجات الثانوية لصناعة الرايون، الليثيوم، حمض كلور الماء ومركبات الكروم.

## التحضير
من أهم المصادر الصناعية لكبريتات الصوديوم هي النواتج الثانوية لصناعة مركبات الكروم.
تتم مفاعلة حمض الكبريت مع كلوريد الصوديوم حسب عملية مانهايم، حيث يتشكل في البداية بيكبريتات الصوديوم ومن ثم الملح المطلوب وذلك حسب المعادلات التالية:
العملية تجرى بشكل متقطع (Batch process).
توجد طريقة أخرى لتحضير هذا الملح بدرجة أعلى وذلك حسب طريقة هاريغريفز :
كذالك قياس درجة الاس الهيدروجيني لمحلول مركز من كبريتات الصوديوم PH=7

## تحضير ملح غلاوبر
يحضر ملح غلاوبر Na2SO4.10H2O وذلك بحل كعكة الملح بالمحلول الأم (mother liquor) وبإزالة الشوائب والتصفية ثم إعادة البلورة.
يعالج المحلول بالكلس وأملاحه لتعديل الوسط، وبعد إزالة الشوائب الراسبة من أملاح الحديد، المغنيزيوم، والكالسيوم يمرر المحلول إلى مبلورات حيث يتم الحصول على البلورات بعد إجراء عملية التثفيل.

## الاستخدامات
- الاستهلاك الأعظمي من ملح كبريتات الصوديوم يكون في صناعة عجينة الورق (kraft pulp).
- يستخدم في صناعة المنظفات المنزلية.
- يستخدم في صناعة الزجاج وذلك لإزالة فقاعات الهواء الصغيرة من الزجاج المصهور.
- يستخدم في الصناعات النسيجية حيث يضاف أثناء الصباغة لتقليل الشحن السالبة على الألياف مما يسهل من انتشار الصباغ بشكل متساوي.
- يستخدم أيضاً في معالجة المياه وذلك يتمثل في إزالة الكلور وطرد الغازات.